# Gare de La Jonchère
La gare de La Jonchère est une gare ferroviaire française de la ligne des Aubrais - Orléans à Montauban-Ville-Bourbon, située sur le territoire de la commune de La Jonchère-Saint-Maurice, dans le département de la Haute-Vienne, en région Nouvelle-Aquitaine.
Elle est mise en service en 1856 par la Compagnie du chemin de fer de Paris à Orléans (PO). C'est une halte de la Société nationale des chemins de fer français (SNCF) desservie par les trains des réseaux TER Centre-Val de Loire et TER Nouvelle-Aquitaine.

## Situation ferroviaire
Établie à 411 m d'altitude, la gare de La Jonchère est située au point kilométrique (PK) 375,577 de la ligne des Aubrais - Orléans à Montauban-Ville-Bourbon, entre les gares de Saint-Sulpice-Laurière et d'Ambazac.

## Histoire
La station de La Jonchère est mise en service le 2 juin 1856 par la Compagnie du chemin de fer de Paris à Orléans (PO), lorsqu'elle ouvre à l'exploitation la section d'Argenton à Limoges.
La recette de la gare pour l'année 1884 est de 65,958 francs.
En 2022, selon les estimations de la SNCF, la fréquentation annuelle de la gare était de 16 469 voyageurs contre 12 096 voyageurs en 2019.

## Service des voyageurs

### Accueil
Halte SNCF, c'est un point d'arrêt non géré (PANG) à entrée libre. Elle est équipée de deux quais latéraux : le quai 1 dispose d'une longueur utile de 164 m et le quai 2 d'une longueur utile de 138 m. Ils possèdent chacun un abri voyageurs.
La traversée des voies et le changement de quai se font par un platelage posé entre les voies (passage protégé).

### Desserte
La Jonchère est une gare régionale SNCF du réseau TER Nouvelle-Aquitaine, desservie par des trains express régionaux de la relation Limoges-Bénédictins - Vierzon (les trains de la relation Limoges-Benedictins - Guéret - Montluçon y passent sans s'y arrêter).

### Intermodalité
Un parking pour les véhicules y est aménagé.